# 千葉市立高浜第一小学校
千葉市立高浜第一小学校（ちばしりつ たかはまだいいちしょうがっこう）は、千葉県千葉市美浜区にある公立小学校。

## 学校教育目標
- 心豊かで、自主性のある子どもの育成

## めざす子どもの姿
- はっきりとめあてをもって進んで学習ができる子ども
- まじめに思いやりの心をもって行動できる子ども
- 強くたくましい体づくりのできる子ども
- 国際性豊かで相手の気持ちを大切にできる子ども

## 所在地
- 〒261-0003 千葉市美浜区高浜一丁目4番1号

## 近隣の学校
- 千葉市立高浜海浜小学校
- 千葉市立高浜中学校
- 千葉市立高洲第一中学校
- 千葉市立稲毛高等学校